# 另类投资

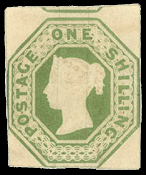
英国维多利亚时代一先令浮雕邮票，一种邮票投资组合内常见的资产。

另类投资（英語：Alternative investment）是指在除股票、债券和现金之外的投资。另类投资包含范围较为广泛，包括贵金属、收藏品、藝術品、古玩、紀念鈔、硬幣、邮票等有形资产和房地产、大宗商品、私人股权、不良债券（doubtful debts）、对冲基金、碳信用、风险投资、电影制作、金融衍生品和加密货币等金融资产。
其中在房地产、森林和航运上的资产投资实际上是一种传统的保值增值手段，但仍被习惯性地称为“另类”投资。